# خانه بار فروش
خانه بار فروش در کاشان، خیابان امام، جنب خانه آل یاسین واقع شده و این اثر در تاریخ ۲۵ اسفند ۱۳۷۹ با شمارهٔ ثبت ۳۰۵۹ به‌عنوان یکی از آثار ملی ایران به ثبت رسیده است.